# Bishorn
Das Bishorn ist ein zweigipfeliger Viertausender in den Walliser Alpen. Der höhere Westgipfel erreicht eine Höhe von 4149 m ü. M. und überragt den Ostgipfel (Pointe Burnaby, 4134 m ü. M.) nur unwesentlich. Vom Gipfel ergibt sich ein eindrucksvoller Blick auf den mächtigen Weisshorn-Nordgrat, dessen Verlängerung das Bishorn eigentlich darstellt.
Ausgangspunkt für den Normalweg über die Nordwestflanke ist die Cabane de Tracuit (3256 m), erreichbar von Zinal (1675 m). Die Überschreitung des Bishorns über den Normalweg und den Südwestgrat zum Weisshornjoch bildet den besten Zustieg zum Weisshorn-Nordgrat. Im Frühling kann mit Ski über den Normalweg bis fast zum Gipfel des Bishorns aufgestiegen werden.
Die Erstbesteigung des Westgipfels gelang am 18. August 1884 G. S. Barnes und R. Chessyre-Walker unterstützt durch ihre Führer Joseph Imboden und J. M. Chanton. Die Erstbesteigung des Ostgipfels (Pointe Burnaby) gelang bereits am  6. August 1884 der Engländerin Elizabeth Burnaby begleitet von den Führern Joseph Imboden und Peter Sarbach.

## Routen
Nordwestflanke 
- Schwierigkeit: L, I. UIAA-Grad Felskletterei
- Zeitaufwand: 2½ Stunden
- Ausgangspunkt: Cabane de Tracuit (3265 m)
- Talort: Zinal (1675 m)

Nordostwand 
- Schwierigkeit: S, IV. UIAA-Grad Felskletterei
- Zeitaufwand: 8 Stunden
- Ausgangspunkt: Turtmannhütte (2519 m)
- Talort: Gruben (1822 m)